# Jean Taffin

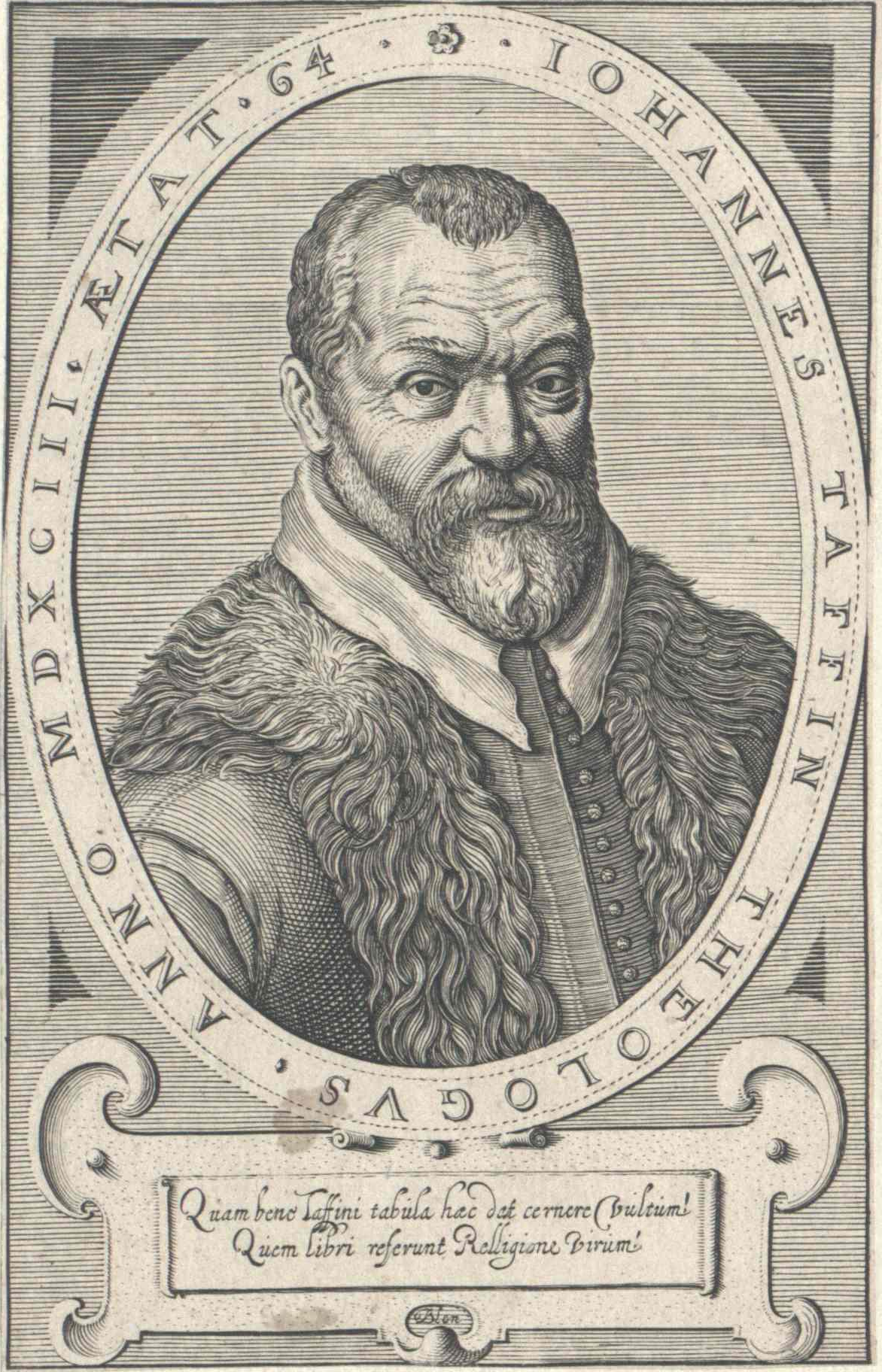
Jean Taffin

Jean Taffin (Doornik, 1529 – Amsterdam, 15 juli 1602) was een Waals gereformeerd predikant. Hij was van 1573 tot 1583 hofprediker van Willem van Oranje en schreef twee veel gelezen stichtelijke boeken, Van de merck-teeckenen der kinderen Gods en Boetveerdicheyt des levens, die beiden talloze herdrukken beleefden. Taffin wordt beschouwd als een voorloper van de stroming van de Nadere Reformatie, die een strikte levenswandel voorstond.

## Levensloop
Jean Taffin werd geboren uit een patriciërsgeslacht. Hij studeerde te Leuven en maakte een studiereis door Italië. Het is onbekend welke vakken hij heeft gevolgd. Na zijn studie werd hij in 1554 bibliothecaris bij Antoine Perrenot de Granvelle, wat hij tot 1557 bleef. Gedurende deze jaren moet hij overgegaan zijn tot de gereformeerden. Hoewel niet opgeleid als theoloog werd hij naast Adriaan van Haemstede leider van de gemeente in Antwerpen. Hij raakte in conflict met Van Haemstede die de gemeente een meer publiek karakter wilde geven, hoewel de vervolging van de gereformeerden nog steeds voortduurde. Uiteindelijk weken de voornaamste gemeenteleden veiligheidshalve uit naar Aken. In 1561 werd Taffin predikant te Metz. In 1566 keerde hij in de nasleep van de Beeldenstorm terug naar Antwerpen waar hij slechts kort kon blijven. Hij ging opnieuw naar Metz, maar de gemeente daar werd in 1569 opgeheven als gevolg van een edict van koning Karel IX van Frankrijk. Taffin ging hierop naar Heidelberg, waar hij predikant werd van de net opgerichte Franstalige gemeente. Hij schreef zich aan de universiteit daar in als student theologie. In 1571 nam hij als assessor deel aan de Synode van Emden, de eerste nationale synode die door de gereformeerden uit de Nederlanden werd gehouden.

### Hofprediker
In 1573 werd Taffin hofprediker van Willem van Oranje naast Pierre Loyseleur de Villiers. Loyseleur beheerste alleen het Frans, terwijl Taffin, gezien zijn aanwezigheid op de Synode van Emden, ook het Nederduits machtig was. Bovendien had hij zich in conflicten met de lutheranen vredelievend opgesteld, zodat de prins in hem een verwante geest zag. Taffin bleek inderdaad geen dogmatische scherpslijper te zijn, hoewel hij later wel tegen de doopsgezinden zou polemiseren. Hij zette zich echter ook in voor religievrijheid voor zowel protestanten als katholieken. Op 15 juli 1575 sloot hij het huwelijk van Willem van Oranje met Charlotte van Bourbon in de Grote Kerk van Den Briel. Taffin speelde een belangrijke rol op de synoden van de Waalse kerken en was enkele malen afgevaardigde namens deze gemeenten op de landelijke synoden van de Nederduitse kerken. Ondanks zijn tolerantie kwam Taffin op den duur klem te zitten tussen de prins en de strikte calvinisten. Bovendien toonde hij zich een voorstander van een strikte levensstijl, wat niet paste bij het hofleven met toneelspel en dans. Bij een bezuiniging op het hofpersoneel in 1583 moest hij dan ook het veld ruimen.

### Gemeentepredikant
Taffin werd na zijn ontslag voor de derde maal predikant in Antwerpen. Na de val van die stad in 1585 vond hij een nieuwe gemeente in Emden. In 1586 kreeg hij de taak om een Waalse gemeente op te bouwen in Haarlem, aangezien na de val van Antwerpen veel kooplieden en textielfabrikanten naar die stad waren getrokken. In 1591 vertrok hij naar Amsterdam wat zijn laatste gemeente zou worden. In 1602 overleed hij. Taffin moet niet verward worden met zijn gelijknamige neef (-1613) die onder andere een verklaring van de Openbaring van Johannes schreef.

## Stichtelijk schrijver
Jean Taffin schreef verschillende boeken, waarvan er twee in Nederlandse vertaling theologische bestsellers werden. Het eerste is Van de merck-teeckenen der kinderen Gods waarin Taffin aan de hand van kenmerken geloofszekerheid wil bieden aan de gemeenteleden. Deze geloofszekerheid is volgens hem nodig om getroost te kunnen leven in een tijd die door tegenspoed en vervolging gekenmerkt wordt. Zijn andere bestseller, Boetveerdicheyt des levens, geeft een overzicht van de christelijke levensstijl zoals die Taffin voor ogen stond. Hierin staat een precieze levensstijl beschreven, die ook bij de puriteinen ingang vond, gezien de Engelse vertaling van het boek. Deze twee boeken zijn vaak gezamenlijk uitgegeven, waarbij dan nog werd gevoegd Jean de l' Espines Een korte ende schoone onderwysinge. De bundel behoorde tot de vaste inventaris van de scheepskist van de schepen van de Vereenigde Oost-Indische Compagnie.

## Voornaamste publicaties
- Des marqves des enfans de Diev, et des consolations en levrs afflictions (Amsterdam/Haarlem, 1588, 3e druk; 5e druk: 1597); Nederlandse vertaling: Van de merck-teeckenen der kinderen Gods, ende van de vertroostingen in hare verdruckinghen, een seer troostelĳck boecxken (Amsterdam/Haarlem, 1597; 13e druk: Houten: Den Hertog, 1989) ISBN 90-331-0648-5; Duitse vertaling: Kennzeichen der wahren Kinder Gottes: auch deren Trost in ihrer beängstigung und trübsal (Zürich, 1599).
- Traicte de l'amendement de vie (Amsterdam/Haarlem, 1594); Nederlandse vertaling: Boetveerdicheyt des levens (Amsterdam, 1593, 18e druk: 's Gravenhage, 1661); Engelse vertaling: The amendment of life (Londen, 1595).